# Буале
Буа́ле (сомал. Bu'aale, араб. بالي‎) — город в Сомали. Административный центр одноимённой провинции Средняя Джубба.
Буале расположен в долине реки Джубба.

## История
В средние века Буале и прилегающая к нему территория были частью Аджуранской империи, которая управляла южной частью Сомали и восточной частью Эфиопии.
Позже Буале входило в состав султаната Геледи. В 1910 году, после смерти последнего султана Османа Ахмеда, он стал частью протектората Итальянское Сомали. После получения независимости в 1960-м году Буале стал административным центром одноимённого района и вошёл в состав государства Сомали.
Буале — конституционная столица автономного образования Джубаленд, в состав которого входит регион Средняя Джубба.